# Eulasia zaitzevi
Eulasia zaitzevi är en skalbaggsart som beskrevs av Bogatchev 1947. Eulasia zaitzevi ingår i släktet Eulasia och familjen Glaphyridae. Inga underarter finns listade i Catalogue of Life.